# 神楽村
神楽村（しぐらむら）は、兵庫県氷上郡にあった村。現在の丹波市青垣町の南西部にあたる。

## 地理
- 山岳：カヤマチ山、岩屋山、大箕山
- 河川：加古川、稲土川

## 歴史
- 1889年（明治22年）4月1日 - 町村制の施行により、檜倉村・大名草村・大稗村・小稗村・惣持村・文室村・稲土村の区域をもって発足。
- 1955年（昭和30年）4月1日 - 佐治町・芦田村・遠阪村と合併して青垣町が発足。同日神楽村廃止。